# 마제이캬이
마제이캬이(리투아니아어: Mažeikiai)는 리투아니아 텔샤이주에 위치한 도시이다. 인구는 40,788명이고 리투아니에서 8번째로 큰 도시이다. 1335년에 리보니아 기사단의 문헌에서 처음 언급되었으며 1869년에 리투아니아 빌뉴스와 라트비아 리에파야를 오가는 리바우-롬니 철도가 개설되면서 급속도로 발전했다. 1924년에 도시 지위를 부여받았다.